# Championnats des États-Unis de course en montagne
Les championnats des États-Unis de course en montagne sont organisés tous les ans par l'USA Track and Field et désignent les champions des États-Unis de la catégorie.

## Histoire
La première édition a lieu le 6 juillet 2003 à Vail au Colorado dans le cadre de la course de côte de Vail.
Les championnats n'ont pas lieu en 2005.
La course du Mont Washington accueille les championnats à plusieurs reprises en 2004, 2006, 2008, 2010 et 2012. Cette dernière année, seul le championnat masculin y est organisé. Le championnat féminin se déroule à Loon Mountain.
À partir de 2011, les championnats s'effectuent sur des parcours séparés pour les hommes et les femmes afin de se calquer sur les championnats du monde de course en montagne. Cependant, à partir de 2016, le parcours est à nouveau de même longueur pour les hommes et femmes.
L'édition 2020 est organisée pour la première fois dans le cadre de la course Gnar Gnar au mont Hood. Cependant, en raison de la pandémie de Covid-19, cette dernière est annulée tous comme les championnats.
L'édition 2022 voit les championnats organisés en deux épreuves distinctes. Le 2 juillet l'épreuve de montée et descente a lieu dans le cadre de la course de montagne de Whiteface. Le 10 juillet, la course de Loon Mountain accueille l'épreuve de course en montée seulement. Les deux épreuves font office de sélection pour les championnats du monde de course en montagne et trail 2022.

## Palmarès
| Édition | Date | Format                                                    | Lieu                                                      | Gagnant                                                   | Gagnante         |
| ------- | ---- | --------------------------------------------------------- | --------------------------------------------------------- | --------------------------------------------------------- | ---------------- |
| 1re     | 2003 | Vail                                                      | Vail                                                      | Peter de la Cerda                                         | Anita Ortiz      |
| 2e      | 2004 | Mont Washington                                           | Mont Washington                                           | Paul Low                                                  | Erica Larson     |
| 3e      | 2006 | Mont Washington                                           | Mont Washington                                           | Eric Blake                                                | Nicole Hunt      |
| 4e      | 2007 | Cranmore                                                  | Cranmore                                                  | Rickey Gates                                              | Anita Ortiz      |
| 5e      | 2008 | Mont Washington                                           | Mont Washington                                           | Eric Blake                                                | Brandy Erholtz   |
| 6e      | 2009 | Cranmore                                                  | Cranmore                                                  | Joseph Gray                                               | Christine Lundy  |
| 7e      | 2010 | Mont Washington                                           | Mont Washington                                           | Chris Siemers                                             | Kristin Price    |
| 8e      | 2011 | Cranmore                                                  | Cranmore                                                  | Max King                                                  | Kasie Enman      |
| 9e      | 2012 | Mont Washington / Loon Mountain                           | Mont Washington / Loon Mountain                           | Sage Canaday                                              | Morgan Arritola  |
| 10e     | 2013 | Cranmore                                                  | Cranmore                                                  | Joseph Gray                                               | Morgan Arritola  |
| 11e     | 2014 | Loon Mountain                                             | Loon Mountain                                             | Joseph Gray                                               | Allie McLaughlin |
| 12e     | 2015 | Bend                                                      | Bend                                                      | Patrick Smyth                                             | Morgan Arritola  |
| 13e     | 2016 | Loon Mountain                                             | Loon Mountain                                             | Joseph Gray                                               | Addie Bracy      |
| 14e     | 2017 | Cranmore                                                  | Cranmore                                                  | Joseph Gray                                               | Addie Bracy      |
| 15e     | 2018 | Loon Mountain                                             | Loon Mountain                                             | Joseph Gray                                               | Allie McLaughlin |
| 16e     | 2019 | Waterville Valley                                         | Waterville Valley                                         | Joseph Gray                                               | Grayson Murphy   |
| -       | 2020 | Championnats annulés en raison de la pandémie de Covid-19 | Championnats annulés en raison de la pandémie de Covid-19 | Championnats annulés en raison de la pandémie de Covid-19 |                  |
| 17e     | 2021 | Mont Hood                                                 | Mont Hood                                                 | Joseph Gray                                               | Grayson Murphy   |
| 18e     | 2022 | Montée et descente                                        | Wilmington                                                | Andy Wacker                                               | Tabor Hemming    |
| 18e     | 2022 | Montée                                                    | Loon Mountain                                             | Joseph Gray                                               | Lauren Gregory   |
| 19e     | 2023 | Montée et descente                                        | Sunapee                                                   | Daniel Curts                                              | Grayson Murphy   |
| 19e     | 2023 | Montée                                                    | Sunapee                                                   | Joseph Gray                                               | Grayson Murphy   |
| 20e     | 2024 | Montée et descente                                        | Snowbird                                                  | Christian Allen                                           | Grayson Murphy   |
| 20e     | 2024 | Montée                                                    | Loon Mountain                                             | Joseph Gray                                               | Lauren Gregory   |
| 21e     | 2025 | Montée et descente                                        | Sunapee                                                   | David Norris                                              | Anna Gibson      |